# Michael Fulmer
Michael Joseph Fulmer (Oklahoma City, 15 marzo 1993) è un giocatore di baseball statunitense che gioca nel ruolo di lanciatore per i Detroit Tigers della Major League Baseball (MLB).

## Carriera
Fulmer fu scelto dai New York Mets nel primo giro come 44ª scelta assoluta del draft 2011. Venne scambiato il 31 luglio 2015 assieme a Luis Cessa con i Detroit Tigers per Yoenis Céspedes. Debuttò nella MLB il 29 aprile 2016, al Target Field di Minneapolis contro i Minnesota Twins, guadagnando subito la sua prima vittoria nel 9-2 finale in favore di Detroit. Nel mese di giugno lanciò 33 inning e mezzo senza subire punti, sfiorando il record MLB per un rookie di 35 stabilito da Fernando Valenzuela nel 1981. La sua annata si chiuse con un bilancio di 11-7 e 3.06 di media PGL, venendo premiato come Rookie dell'anno dell'American League.
Nella prima metà della stagione 2017, Fulmer ebbe un record di 7-6 e una media PGL di 3.19, venendo convocato per il primo All-Star Game della carriera.
Il 20 marzo 2019 è stato reso noto che Fulmer dovrà sottoporsi alla Tommy John surgery e perderà l'intera stagione.
Nel 2021 venne impiegato come lanciatore di rilievo, disputando 48 delle 52 partite a cui prese parte, in tale ruolo.

## Palmarès
- MLB All-Star: 1

2017
- Rookie dell'anno dell'American League: 1

2016